# Stadionul Park mladeži
Stadionul Parc mladeži este un stadion de fotbal din Split, Croația. Acesta este al doilea cel mai mare stadion de fotbal din Split (după Poljud) și este locul de desfășurare a partidelor de acasă al echipei RNK Split.
Stadionul a fost construit în 1950 pentru RNK Split, care a început să îl folosească în 1955. Stadionul nu a fost finalizat, deși a trecut printr-o renovare pentru Jocurile Mediteraneene din 1979, care au fost găzduite de acest oraș.
Stadionul are o capacitate totală de 4.075 locuri și este situat în Brodarica în apropiere de Split. El are, de asemenea, o pistă de atletism în jurul terenului, care este folosită în principal de către Clubul de Atletism Split (CERE). Stadionul este dotat cu reflectoare.
Stadionul a primit numele actual în 1990. Înainte de asta, stadionul și parcul din jurul acestuia au fost numite „Park skojevaca” (din croată Parcul membrilor SKOJ). 